# فرماندهی و کنترل

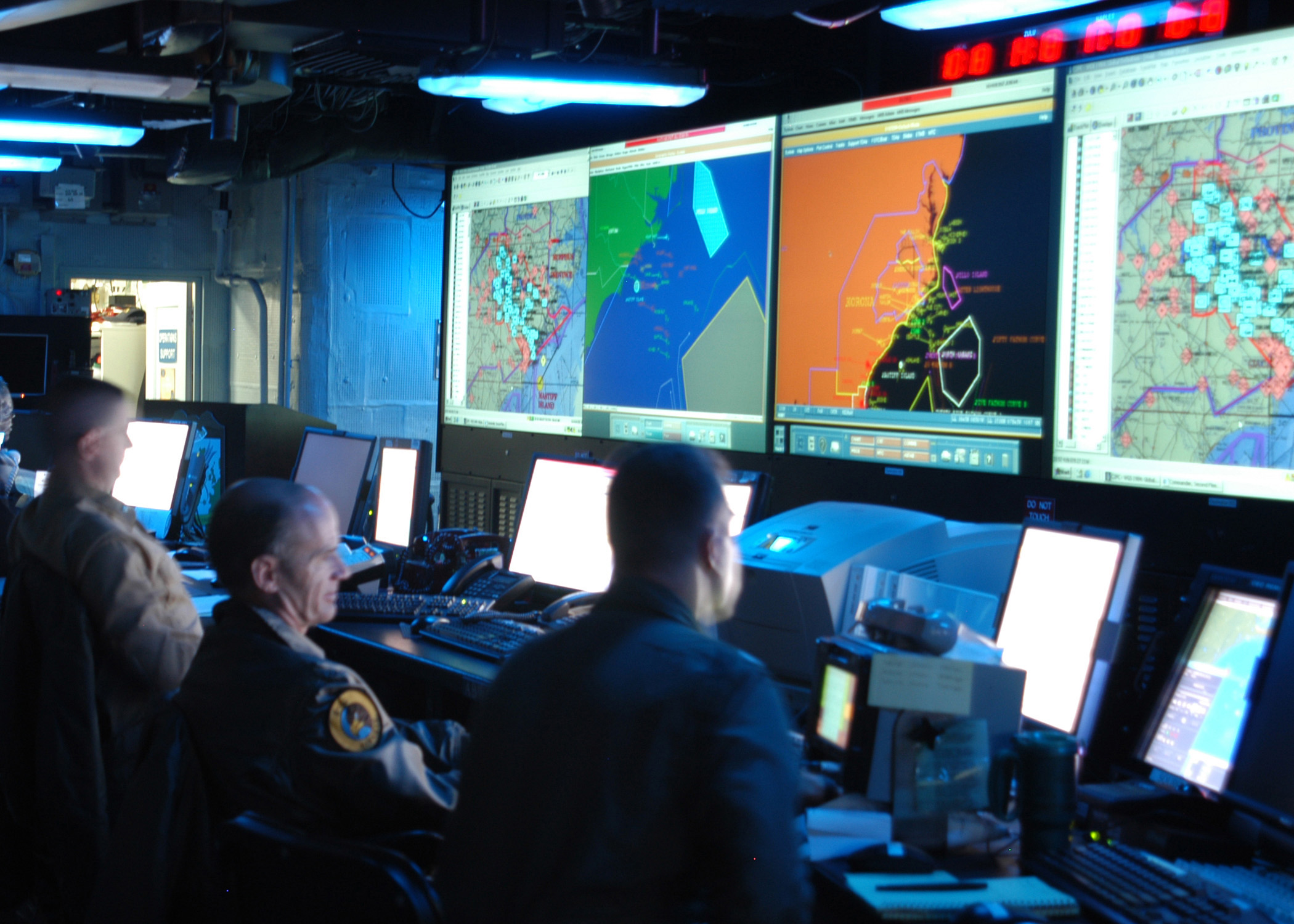
نیروهای مرکز عملیات مشترک در کشتی فرماندهی یواس‌اس-مونت ویتنی در سال ۲۰۰۵

فرماندهی و کنترل (انگلیسی: Command and control) یا فرماندهی و نظارت سیستمی است که شیوه‌های لازم برای جمع‌آوری، پردازش و انتشار اطلاعات در خصوص کارکنان، تجهیزات و تأسیسات نظامی را فراهم می‌کند. این اطلاعات، مورد نیاز فرماندهان و تصمیم‌گیرندگان است و در طرح‌ریزی، سازماندهی، هدایت، هماهنگی، کنترل و نظارت بر عملیات نظامی، مورد استفاده قرار می‌گیرد.
سیستم فرماندهی و کنترل به اعمال اختیار و هدایت از سوی یک فرمانده مشخص، بر نیروهای نظامی، برای تحقق مأموریت کمک می‌کند و کارکردهای مربوط به ترتیب‌بندی نیرو، تجهیزات، ارتباطات، تأسیسات و راه‌کارهای به کار گرفته شده توسط یک فرمانده در طرح‌ریزی، هدایت، هماهنگ‌سازی و کنترل نیروها و عملیات را جهت تحقق کامل مأموریت تسهیل می‌نماید. در مجموع کنترل و هماهنگی عملیات‌های نظامی، توسط فرماندهی انجام می‌شود و این سیستم وسیله‌ای است که با استفاده از آن فرمانده، سایر سیستم‌های عملیاتی یا پشتیبانی را با یکدیگر تلفیق می‌نماید.